# Mário Felgueiras
Mário Jorge Quintas Felgueiras (Viana do Castelo, 12 de Dezembro de 1986) é um futebolista português que joga habitualmente como guarda-redes.
Em 2008 assinou contrato por 5 épocas pelo Sporting Clube de Braga, tendo sido emprestado ao Vitória Futebol Clube no início da época 2009/10.
Representou a selecção nacional nas suas várias camadas por diversas vezes (num total de 42 partidas), tendo sido convocado na primeira convocatória do escalão sub-23, em Outubro de 2009.